# Dysauxes punctilla
Dysauxes punctilla là một loài bướm đêm thuộc phân họ Arctiinae, họ Erebidae.